# Madeleine Berthod
Madeleine Chamot-Berthod (Château-d'Œx, 1º febbraio 1931) è un'ex sciatrice alpina svizzera.
Suo marito Jacques Chamot era un medico veterinario e politico del Canton Vaud.

## Palmarès
- Giochi olimpici

Cortina d'Ampezzo 1956: oro nella discesa libera.
- Mondiali

Åre 1954: argento nello slalom gigante, argento nella combinata.
Cortina d'Ampezzo 1956: oro nella combinata.